# Satu Nou, Mehedinți
Satu Nou este un sat în comuna Punghina din județul Mehedinți, Oltenia, România. Se află în partea de sud a județului, în Câmpia Blahniței. La recensământul din 2002 localitatea a înregistrat 0 locuitori.